# Astrid-Lindgren-Grundschule (Cottbus)
Die Astrid-Lindgren-Grundschule (ehemals 17. Polytechnische Oberschule Ernst Schneller) ist eine Grundschule im Cottbuser Stadtteil Alt Schmellwitz und zurzeit das größte Schulgebäude der Stadt. Seit Februar 2002 trägt sie den Namen der schwedischen Schriftstellerin Astrid-Lindgren. Sie ist die einzige staatliche Grundschule in Cottbus, an der nach den Lehren von Maria Montessori unterrichtet wird. Die Schule wurde in den 1960er Jahren erbaut und später teilweise saniert. 2011 wurde ein Kreativzentrum, welches auch den Hort beherbergt, hinzugefügt. Von 2013 bis 2019 wurde das Schulgebäude einer Generalsanierung unterzogen, bei welcher auch die neue Turnhalle erbaut wurde.
Im Schuljahr 2020/2021 lernen 472 Schülerinnen und Schüler an der Grundschule. Mit dieser Anzahl unterrichtet die Schule die meisten Grundschulkinder und zugleich mit dem kleinsten Lehrerkollegium in Cottbus. Die Schule bietet spezielle Förderprogramme in den Bereichen Lernen, sprachliche, körperliche und motorische Entwicklung sowie emotionale und soziale Entwicklung an.